# Герб Кришани
Герб Кришани був розроблений, щоб відобразити його історію з Середньовіччя.
На зображенні герба 1881 року зображено його як складений із вирізаного та розколотого вгорі щита. Праворуч виходить орел, а ліворуч фортечна вежа - символ Біхару. Нижнє поле синього кольору, без додаткових елементів.